# (315088) Daniels
(315088) Daniels est un astéroïde de la ceinture principale.

## Description
(315088) Daniels est un astéroïde de la ceinture principale. Il fut découvert le 21 février 2007 à Charleston par Robert Holmes. Il présente une orbite caractérisée par un demi-grand axe de 3,11 UA, une excentricité de 0,09 et une inclinaison de 11,8° par rapport à l'écliptique.

## Compléments